# Fregata (okręt eskortowy)

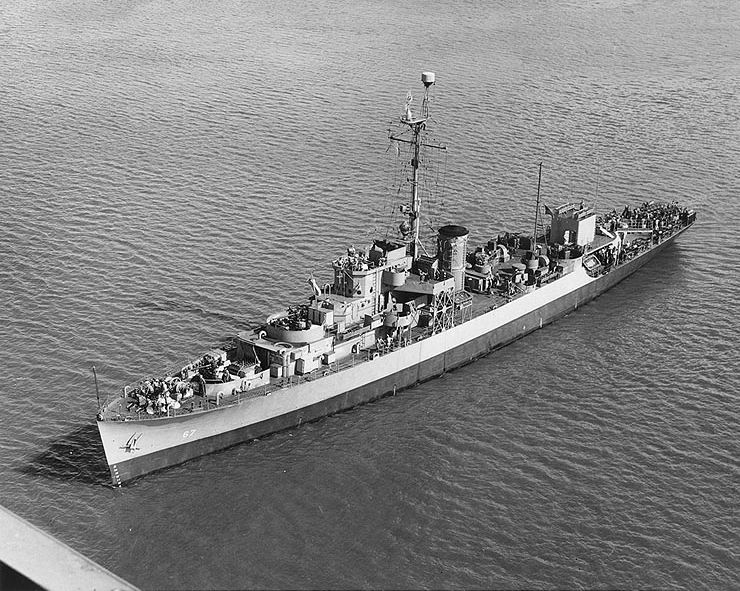
Amerykańska fregata USS "Peoria" typu Tacoma z okresu II wojny światowej

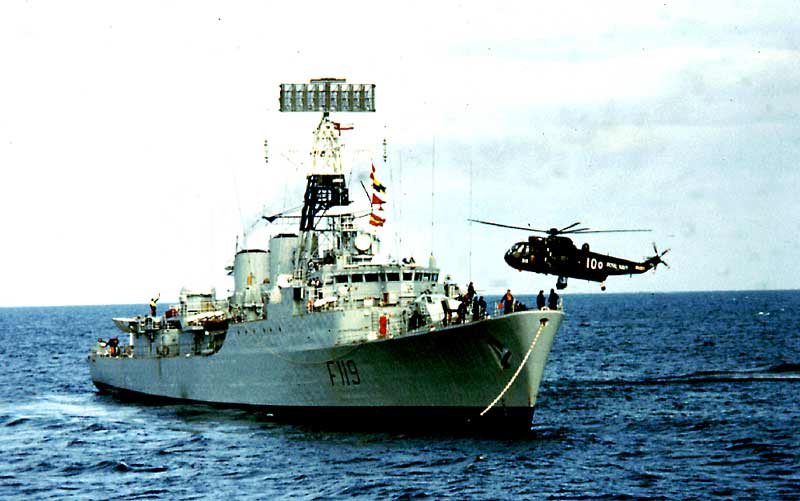
Brytyjska powojenna fregata HMS "Eskimo" typu Tribal

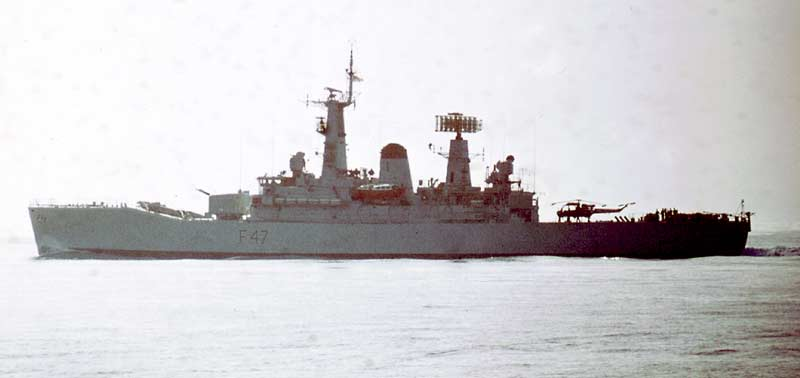
Brytyjska powojenna fregata HMS "Danae" typu Leander (wyposażona w pociski przeciwlotnicze krótkiego zasięgu Sea Cat)

Fregata – klasa średniej wielkości okrętów przeznaczonych do służby eskortowej, budowanych od II wojny światowej, nazwanych tak od zanikłej w XIX wieku klasy fregat – okrętów żaglowych. Fregaty o uzbrojeniu jedynie artyleryjskim były budowane przeważnie do lat 60. XX wieku, a zostały wyparte przez fregaty rakietowe.
Do XIX wieku "fregata" oznaczała klasę okrętów o napędzie żaglowym lub parowo-żaglowym (fregaty żaglowe), zanikłą pod koniec XIX wieku. Nazwa ta została ponownie użyta dla nowej klasy okrętów przez Brytyjczyków podczas II wojny światowej, kiedy rozpoczęli oni w 1941 budowę serii nowych okrętów eskortowych, nazwanych fregatami (typu River). Budowę fregat według wzorców brytyjskich rozpoczęto podczas wojny również w USA, po czym po wojnie okręty klasy fregat pojawiły się w większości marynarek wojennych świata.
Nowo wprowadzone fregaty były początkowo okrętami eskortowymi – służącymi do ochrony konwojów, przede wszystkim przed atakami okrętów podwodnych, w mniejszym stopniu samolotów. Dlatego posiadały one silne uzbrojenie przeciw okrętom podwodnym (liczne wyrzutnie i miotacze bomb głębinowych) oraz względnie słabe uzbrojenie artyleryjskie, składające się zwykle z kilku (2-4) dział uniwersalnych kalibru do 102-127 mm i kilku lub kilkunastu działek przeciwlotniczych. Fregaty okresu II wojny światowej charakteryzowały się sporym zasięgiem i umiarkowaną prędkością (ok. 20 węzłów), wystarczającą do służby konwojowej. Ich wyporność wynosiła 1000-1500 ton.
W latach 30. i 40. XX wieku Brytyjczycy budowali także zbliżone do fregat eskortowce, klasyfikowane jako slupy (sloop) – miały one nieco silniejsze uzbrojenie artyleryjskie. Podobną klasę stanowiły także zbliżone do fregat wielkością niszczyciele eskortowe, lecz były one szybsze i miały silniejsze uzbrojenie artyleryjskie. Klasą mniejszych okrętów eskortowych były korwety. Należy wspomnieć, że w latach 60. i 70. XX w. istniała duża niejednolitość w rozróżnianiu klas okrętów i w niektórych krajach fregatami nazywano także niszczyciele (do tej pory we Francji), a nawet krążowniki rakietowe.  W polskiej terminologii okręty tego rodzaju określano też jako wielkie fregaty. Od lat 50. do 1974 roku w USA fregatami nazywano okręty większe od niszczycieli (oficjalnie oznaczane prefiksem DL od destroyer leader – lidery niszczycieli); później przeklasyfikowano je na krążowniki, a fregatami zaczęto nazywać mniejsze okręty eskortowe.
Fregaty budowane po II wojnie światowej służyły do ochrony konwojów i zespołów floty oraz do zadań patrolowych. Oprócz fregat wyspecjalizowanych do walki z okrętami podwodnymi, rozwijanych zwłaszcza w Wielkiej Brytanii, budowano też okręty bardziej uniwersalne. Do lat 60. XX wieku wyporność fregat sięgnęła 1500-2500 ton, a prędkość 25-30 węzłów. Wprowadzano na nich bogatsze wyposażenie elektroniczne i nowsze środki zwalczania oraz wykrywania okrętów podwodnych. W uzbrojeniu pojawiły się automatyczne działa uniwersalne i kierowane torpedy przeciw okrętom podwodnym, a w niektórych typach śmigłowiec pokładowy.
W latach 60. na fregatach zaczęto montować wyrzutnie przeciwlotniczych kierowanych pocisków rakietowych i rakietotorped, a później także pocisków przeciwokrętowych i dotychczasowe fregaty o uzbrojeniu artyleryjskim zostały zastąpione przez fregaty rakietowe. Fregaty o uzbrojeniu wyłącznie artyleryjskim używane są jeszcze głównie w niektórych marynarkach państw III świata, sporadycznie były budowane jeszcze do lat 80.